# Lijst van hoogste gebouwen van Tilburg
In onderstaande lijst staan de hoogste gebouwen van Tilburg vermeld die meer dan 50 meter hoog zijn.
Twee van deze gebouwen zijn hoger dan 100 meter.
|       | Naam                | Hoogte  | Voltooid | Verdiepingen | Architect                                     | Afbeelding                    |
| ----- | ------------------- | ------- | -------- | ------------ | --------------------------------------------- | ----------------------------- |
| 1     | Westpoint           | 143,1 m | 2004     | 49           | Van Aken Architectuur en Stedenbouw           |                               |
| 2     | StadsHeer           | 101 m   | 2006     | 31           | EGM architecten                               |                               |
| 3     | Interpolis-toren    | 92 m    | 1996     | 23           | Bonnema architecten                           |                               |
| 4     | Heuvelse kerk       | 79 m    | 1889     | n.v.t.       | Hendrik Jacobus van Tulder                    |                               |
| 5     | De Bankier          | 76,0 m  | 2023     | 24           | Diederendirrix Architectuur & Stedenbouw      |                               |
| 6     | Intermezzo          | 72,6 m  | 2010     | 21           | Storimans Wijffels Architecten                |                               |
| 7     | High Lane           | 70m     | 2023     | 21           | Van de Ven Bouw en Ontwikkeling BV            |                               |
| 8     | EnTrada             | 68 m    | 2010     | 14           | Hooper Architects                             | Kantoorgebouw EnTrada Tilburg |
| 9     | De Heikant          | 62 m    | 2012     | 19           | Oomen Architecten                             |                               |
| 10    | De Brabander        | 62 m    | 2022     | 18           |                                               |                               |
| 11    | Aan de Waterkant H  | 61,5 m  | 2021     | 19           | Diederendirrix Architectuur & Stedenbouw      |                               |
| 12    | De Weverij          | 60,2 m  | 2022     | 18           | Valode & Pistre                               |                               |
| 13/14 | Cenakel torens      | 59 m    | 1998     | 19           | Bedaux de Brouwer Architecten                 |                               |
| 15    | Woontoren Leyendaal | 55,7 m  | 2005     | 17           | Architecten Werkgroep                         |                               |
| 16    | Koopmansgebouw      | 55 m    | 1972     | 13           | Jos. Bedaux                                   |                               |
| 17    | Mozartflat          | 54,3 m  | 1971     | 17           | Apon-Van den Berg-Ter Braak-Tromp Architecten |                               |
| 18    | Hoffmannflat        | 54,3 m  | 1971     | 17           | Apon-Van den Berg-Ter Braak-Tromp Architecten |                               |
| 19    | Bachflat            | 54,3 m  | 1971     | 17           | Apon-Van den Berg-Ter Braak-Tromp Architecten |                               |
| 20    | VGZ                 | 52,3 m  | 2004     | 13           | EGM architecten                               |                               |
| 21    | Diamanttoren        | 52 m    | 2005     | 17           | Jo Crepain                                    |                               |
| 22    | De Havenmeester     | 50,4 m  | 2013     | 16           | Inbo Architecten                              |                               |